# Solva concavifrons
Solva concavifrons är en tvåvingeart som beskrevs av James 1939. Solva concavifrons ingår i släktet Solva och familjen lövträdsflugor.
Artens utbredningsområde är Taiwan. Inga underarter finns listade i Catalogue of Life.